# Aartsbisdom Fortaleza

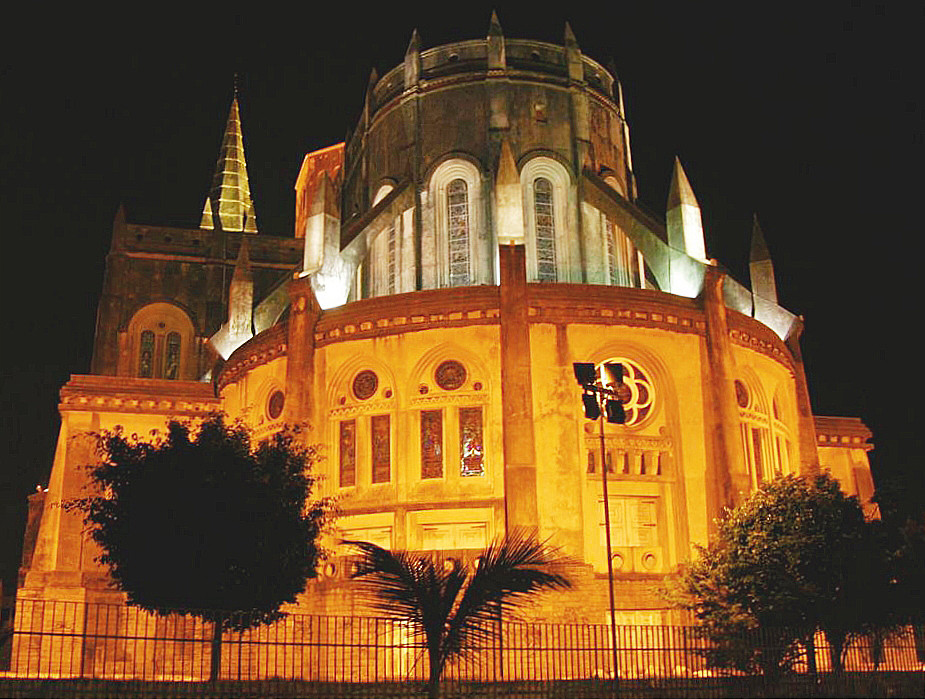
Catedral Metropolitana de Fortaleza

Het aartsbisdom Fortaleza  (Latijn: Archidioecesis Fortalexiensis,  Portugees: Arquidiocese de Fortaleza) is een rooms-katholiek aartsbisdom in Ceará, een noordoostelijke deelstaat van Brazilië, met zetel in Fortaleza, waar de São José (St. Jozef) kathedraal staat; het heeft ook een São Francisco das Chagas basiliek in Canindé.
Het aartsbisdom telt 3,9 miljoen inwoners, waarvan 69,5% rooms-katholiek is (cijfers 2019), verspreid over 137 parochies.

## Geschiedenis
Het aartsbisdom is in 1854 opgericht als bisdom Ceará, een afsplitsing van het toenmalig bisdom Olinda (intussen zelf metropolitaans), en verloor zelf in 1914 grondgebied aan het nieuw (intussen) suffragaan bisdom Crato.
Het werd in 1915 herdoopt naar zijn zetel en bevorderd tot aartsbisdom Fortaleza, terwijl een deel van zijn territorium het suffragaan bisdom Sobral werd.
Het verloor opnieuw gebied in 1938 aan het nieuw opgerichte bisdom Limoeiro de Nero, in 1961 aan bisdom Iguatú en in 1971 aan bisdom Itapipoca en bisdom Quixadá, die allemaal suffragaan bleven. In juli 1980 genoot het een pauselijk bezoek van Johannes Paulus II.

## Titularissen

### Suffragaanbisschoppen van Ceará
- Luís Antônio dos Santos (28 september 1860 – 13 maart 1881), tevoren al titulair aartsbisschop van Chalcis (26 juni 1890 – 11 maart 1891), later aartsbisschop van São Salvador da Bahia (Brazilië) (13 maart 1881 – op rust 26 juni 1890); † 11 maart 1891.
- Joaquim José Vieira (9 augustus 1883 – 14 september 1912), later titulair bisschop van Himeria (14 september 1912 – 8 november 1912), titulair aartsbisschop van Cyrrhus (8 november 1912 – † 8 juli 1917).
- Manoel da Silva Gomes (16 september 1912 – cfr. infra 10 november 1915), tevoren titulair bisschop van Mopsuestia en hulpbisschop van Ceará (11 april 1911 – 16 september 1912).

### Aartsbisschoppen van Fortaleza
- Manoel da Silva Gomes (cfr. supra 10 november 1915 – 24 mei 1941), op emeritaat als titulair aartsbisschop van Viminacium (24 mei 1941 – † 14 maart 1950).
- Antônio de Almeida Lustosa, Salesianen (S.D.B.) (19 juli 1941 – 16 februari 1963); tevoren bisschop van Uberaba (Brazilië) (4 juli 1924 – 17 december 1928), Bisschop van Corumbá (Brazilië) (17 december 1928 – 10 juli 1931), aartsbisschop van Belém do Pará (Brazilië) (10 juli 1931 – 19 juli 1941); op emeritaat als titulair aartsbisschop van Velebusdus (16 februari 1963 – † 16 maart 1971).
- José de Medeiros Delgado (10 mei 1963 – 26 maart 1973); tevoren bisschop van Caicó (15 maart 1941 – 4 september 1951), aartsbisschop van São Luís do Maranhao (Brazilië) (4 september 1951 – 10 mei 1963; † 9 maart 1988.
- (te vervolledigen)

## Provincie
Zijn kerkprovincie omvat de volgende suffragane bisdommen, doorgaans dochterdiocesen :
- bisdom Crateús
- bisdom Crato
- bisdom Iguatu
- bisdom Itapipoca
- bisdom Limoeiro do Norte
- bisdom Quixadá
- bisdom Sobral
- bisdom Tianguá.